# جيري لورو
جيري لورو هو لاعب هوكي الجليد كندي، ولد في 9 يونيو 1958 في ذي نايشن في كندا.

## وصلات خارجية
- جيري لورو على موقع EliteProspects.com (الإنجليزية)
- جيري لورو على موقع HockeyDB.com (الإنجليزية)